# Maria Anna af Portugal (1843–1884)
Maria Anna Fernanda Leopoldina Micaela Rafaela Gabriela Carlota Antónia Júlia Vitória Praxedes Francisca de Assis Gonzaga (født 21. juli 1843 i Lissabon, Portugal, død 5. februar 1884 i Dresden, Kongeriget Sachsen) var en portugisisk prinsesse, der blev kronprinsesse af Sachsen.
Maria Anna var gift med prins Georg af Sachsen, der i 1902–1904 blev konge under navnet Georg 1. af Sachsen. Hun blev mor til kong Frederik August 3. af Sachsen og mormor til Karl 1. af Østrig, der var kejser af Østrig-Ungarn i 1916–1918.
Maria Anna var en efterkommer af Corfitz Ulfeldt og den danske kongedatter Leonora Christina Ulfeldt. 

## Forældre
Maria Anna var datter af Maria 2. af Portugal og Ferdinand 2. af Portugal.

## Familie
Maria Anna og Georg af Sachsen fik otte børn. Den ældste af sønnerne var Frederik August 3. af Sachsen, der blev Sachsens sidste konge i 1904–1918.
Datteren Maria Josepha blev gift med ærkehertug Otto af Østrig (1865-1906). De blev forældre til Karl 1. af Østrig, der var Østrig-Ungarn's sidste kejser i 1916–1918. 